# Ensco 7500 (schip, 2000)
De Ensco 7500 is een halfafzinkbaar platform dat in 2000 werd gebouwd door TDI-Halter voor Ensco. Het ontwerp van Ensco bestaat uit twee pontons met elk twee kolommen met daarop het werkdek.